# Metoda dużych wirów

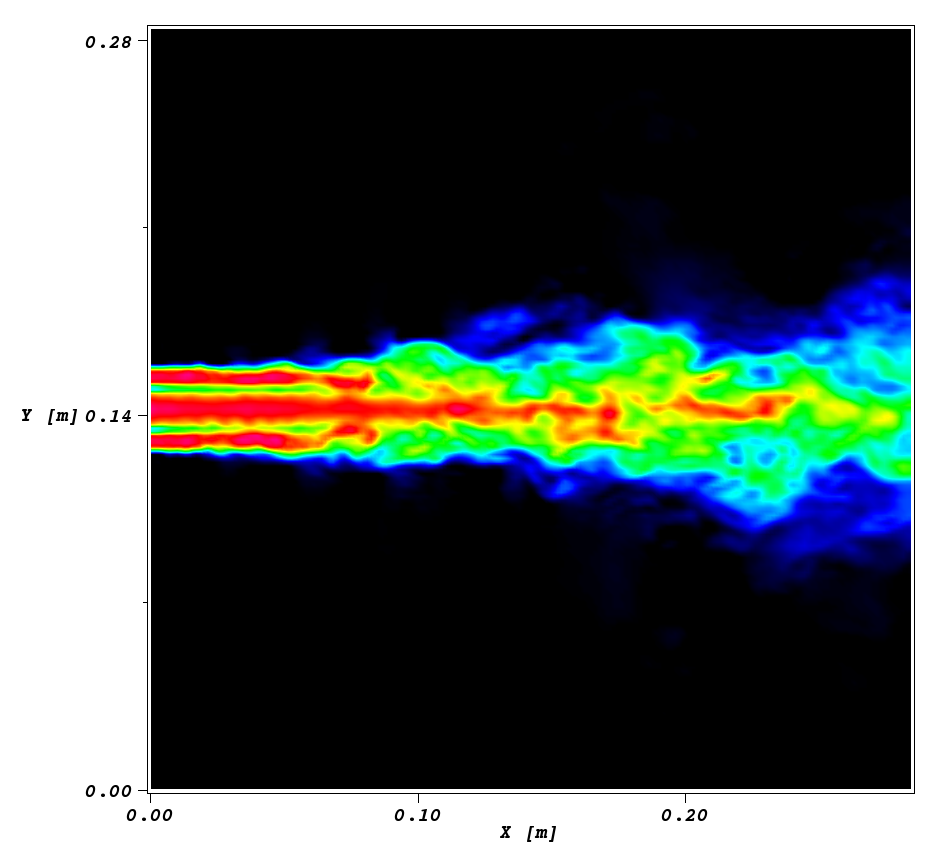
Symulacja przepływu strugi gazu za pomocą metody dużych wirów

Metoda dużych wirów (ang. large eddy simulation, LES) – metoda aproksymacji drobnoskalowych własności turbulencji używana w numerycznych symulacjach przepływu cieczy. Przykładem jest symulacja komputerowa rozwoju chmur stratocumulus czy rozwoju konwekcji, kiedy Ziemia jest podgrzewana w czasie dnia.
W metodzie dużych wirów program komputerowy rozwiązuje równania ruchu każdego elementu cieczy, ale ruchy w małych skalach – dla przykładu w skali mniejszej niż 50 metrów – nie są bezpośrednio reprezentowane. Jednak często ruchy cieczy w mniejszych skalach są stosunkowo dobrze zrozumiane statystycznie i można wprowadzić odpowiednie poprawki do równań ruchu. Jednym z powodów używania metody dużych wirów jest to, że pamięć i szybkość obliczeniowa komputerów jest ograniczona.